# Alto del Pozo Viejo
Alto del Pozo Viejo är en ort i Mexiko.   Den ligger i kommunen Ozuluama de Mascareñas och delstaten Veracruz, i den sydöstra delen av landet, 270 km nordost om huvudstaden Mexico City. Alto del Pozo Viejo ligger 15 meter över havet och antalet invånare är 231.
Terrängen runt Alto del Pozo Viejo är platt. Runt Alto del Pozo Viejo är det glesbefolkat, med 18 invånare per kvadratkilometer. Närmaste större samhälle är Los Altos, 8,4 km sydost om Alto del Pozo Viejo. Trakten runt Alto del Pozo Viejo består till största delen av jordbruksmark.